# اوا لوتا-کیبوس
اوا لوتا-کیبوس (انگلیسی: Eva-Lotta Kiibus؛ زادهٔ ۱۷ ژانویهٔ ۲۰۰۳) اسکیت‌باز نمایشی اهل استونی است.